# 格洛格氏定律

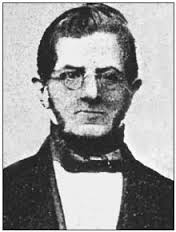
康斯坦丁·威廉·兰贝特·格洛格尔

格洛格氏定律是一条生态地理学法则。该定律指出，越靠近赤道地带湿润气候下生活的恒温动物，其体内生物色素越多，体表颜色越深。

## 历史
该定律以普鲁士动物学家康斯坦丁·威廉·兰贝特·格洛格尔的名字命名。他于1833年在著作《在气候影响下的鸟类演化》中描述了这一现象，并提出了气候和鸟类羽毛颜色存在协变性的假说。然而另一位鸟类学家埃尔温·施特雷泽曼则指出，这个想法在彼得·西蒙·帕拉斯1811年出版的《俄罗斯-亚洲动物志》中有所提及。

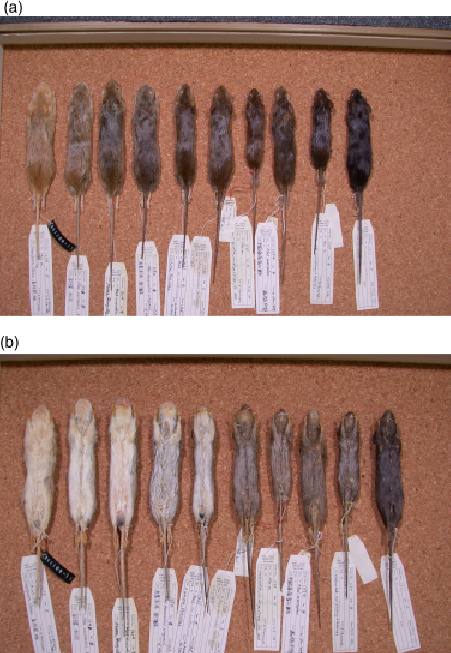
一项对小家鼠的对照实验

## 适用性
此定律适用于大多数哺乳动物，如偶蹄目、兔形目和啮齿目等，它甚至还适用于一些植物。
- 鸟类：一项对52种北美鸟的研究发现，超过90％的物种符合此定律。[7]
- 鼠科：一项对小家鼠的对照实验显示，鼠背颜色与环境变化存在一致性。在潮湿和封闭环境下，鼠背呈深色和暗色的个体较多；相反，在干燥和开放环境下的颜色较浅。[5]
- 人类：该定律也适用于人类。[8]但是也有例外，如西藏人和因纽特人。

## 解释
这一现象的成因机制尚未明确。一些鸟类学家认为，在鸟类的情况下，降解羽毛的细菌（如地衣芽孢杆菌）在换羽和羽毛颜色的形成过程中扮演了重要作用。